# 尤里·阿列克谢耶维奇·特鲁特涅夫
尤里·阿列克谢耶维奇·特鲁特涅夫（俄语：Юрий Алексеевич Трутнев，1927年11月2日—2021年8月6日）是俄罗斯理论物理学家、核工程专家和国立核能研究大学-莫斯科工程物理学院名誉教授。他曾参与苏联РДС-37和РДС-220氢弹的研制工作。

## 生平
1927年11月2日生于莫斯科，父亲是农业学家。随后全家搬到了列宁格勒。二战开始时，被疏散到乌拉尔、车里雅宾斯克州和高尔基等地。1944年5月回到列宁格勒，第二年高中毕业，进入国立列宁格勒大学，1951年2月毕业于物理系。他被分配到保密行政区阿尔扎马斯-16的第11设计局工作（全苏实验物理科学研究所）。他是RDS-37核爆项目的主要参与者，1956年获列宁勋章。随后，他致力于热核武器的开发研究，1959年获列宁奖，1962年获社会主义劳动英雄荣誉称号和镰刀锤子金质奖章。1964年当选苏联科学院通讯院士，一直在全苏实验物理科学研究所工作。苏联解体后当选俄罗斯科学院院士，自1999年以来一直是俄罗斯联邦核中心-全俄实验物理科学研究所第一副主任。2021年8月6日逝世。

## 荣誉
俄罗斯联邦
- 一级祖国功勋勋章（2017年）[4]
- 二级祖国功勋勋章（2003年）[5]
- 三级祖国功勋勋章（1998年）[6]
- 四级祖国功勋勋章（2012年）[7]
- 纪念莫斯科建城850周年奖章（1997年）
- 下诺夫哥罗德州荣誉州民（1997年）

苏联
- 社会主义劳动英雄（1962年）
- 两次列宁勋章（1956年，1962年）
- 十月革命勋章（1971年）
- 两次劳动红旗勋章（1975年，1987年）
- 紀念列寧誕辰一百週年獎章（1970年）
- 列宁奖（1959年）
- 苏联国家奖（1984年）